# Hsinchu
Hsinchu (Hokkien POJ: Sin-tek; Hakka PFS: Sîn-chuk), oficialmente conocida como Ciudad de Hsinchu, es una ciudad en el norte de Taiwán. Hsinchu es popularmente apodada la "ciudad ventosa" por su clima ventoso.

## Historia
En 1626, después de que España ocupara el norte de Taiwán, los misioneros españoles llegaron a Teckcham (chino: 竹塹), donde los aborígenes taiwaneses Taokas vivían. La ciudad fue colonizada por los chinos Han en 1711, durante la era Qing. En 1878, la subprefectura de Teckcham se convirtió en un distrito y pasó a llamarse Hsinchu. Después de que la provincia de Fujian-Taiwán fue establecida en 1887, Hsinchu era una parte de la prefectura de Taipéi.

### Imperio del Japón
Para 1904, la población de la ciudad era de 16 371, ocupaba el séptimo lugar, siguiendo a Keelung y Shoka. En 1920, bajo el gobierno japonés, Shinchiku Cho (新竹廳) se actualizó a la categoría de ciudad. En 1930, la ciudad pasó a llamarse Shinchiku, bajo la prefectura de Shinchiku. En 1941, se amplió su distrito administrativo, anexando la aldea de Kōzan (actual Xiangshan), mientras que la aldea de Kyūminato (舊港庄) y la aldea de Rokka (六家庄) se convirtieron en la aldea de Chikuhoku (竹北庄, actual Zhubei) bajo el mismo distrito.

### República de China
En 1945, el entrante Kuomintang estableció el gobierno de la ciudad de Hsinchu para gobernar Hsinchu-Chou (prefectura de Shinchiku). En 1946, el Comité de Control se disolvió y se formó el gobierno del condado de Hsinchu. El gobierno del condado de Hsinchu fue trasladado a Taoyuan. A medida que se reajustaron los distritos administrativos, se convirtió en una ciudad, utilizando la oficina original de la prefectura como su oficina legal, con siete oficinas de distrito. En febrero del mismo año, se formó un congreso representativo en cada distrito. El 15 de abril se formó el Congreso de la Ciudad. Los representantes provinciales fueron elegidos entre los legisladores de la ciudad, para convertirse en cuerpos legislativos de diferentes niveles. El 16 de agosto de 1950, los distritos administrativos de Taiwán se reajustaron una vez más, demarcando 16 condados y 5 ciudades gobernadas por provincias.
En junio de 1982, bajo la orden del presidente, el municipio de Xiangshan del condado de Hsinchu se fusionó con la ciudad de Hsinchu, y la nueva entidad se convertiría en una ciudad. El nuevo gobierno de Hsinchu se estableció legalmente el 1 de julio de 1982 con la fusión de Xiangshan, con 103 lis (aldeas) y 1,635 lins (barrios). El gobierno de la ciudad está ubicado en 120 Chung Cheng Road, la antigua Oficina de la Prefectura.
A fines de junio de 1983, había tres Oficinas (Administración Pública, Obras Públicas y Educación), cuatro Departamentos (Finanzas, Asistencia Social, Servicio Militar Obligatorio y Asuntos de la Tierra), cuatro oficinas (Secretaría, Planificación, Personal y Auditoría) y 49 secciones (unidades, equipos) bajo la organización del Gobierno de la Ciudad para proporcionar servicios para diversos asuntos urbanos. Las instituciones afiliadas incluyen el Departamento de Policía, el Departamento de Impuestos y el Departamento de Medicina e Higiene.
A fines de 1982, la ciudad estaba clasificada en los distritos Este, Norte y Xiangshan. Las oficinas de administración del distrito Este, Norte y Xiangshan se publicaron el 1 de octubre y luego se establecieron formalmente el 1 de noviembre del mismo año.
De 1994 a 1999, cuando Taiwán hizo la transición del gobierno autoritario a la democracia moderna y el nivel de gobierno provincial en su mayoría pro forma comenzó a disolverse, se establecieron regulaciones para el autogobierno formal de la ciudad de Hsinchu. Un vicealcalde, un funcionario de consumo y tres consultores se agregaron al gobierno de la ciudad. En 2002, la ciudad agregó una Oficina de Trabajo y transfirió el Servicio Militar Obligatorio al Departamento de Servicio Civil.

## Geografía
La ciudad está rodeada por el condado de Hsinchu al norte y al este, el condado de Miaoli al sur y el estrecho de Taiwán al oeste.

### Clima
El clima de Hsinchu es subtropical húmedo (Koppen: Cfa). La ciudad está ubicada en una parte de la isla que tiene una temporada de lluvias que se extiende de febrero a septiembre, con el momento más intenso desde abril hasta agosto durante el monzón del suroeste, y también experimenta meiyu en mayo y principios de junio. La ciudad sucumbe al clima cálido y húmedo de junio a septiembre, mientras que de octubre a diciembre son posiblemente las épocas más agradables del año. Hsinchu se ve afectada por los vientos del este frente al mar de China Oriental. Los peligros naturales como los tifones y los terremotos son comunes en la región.
| Climatología de Hsinchu, Taiwán      | Climatología de Hsinchu, Taiwán | Climatología de Hsinchu, Taiwán | Climatología de Hsinchu, Taiwán | Climatología de Hsinchu, Taiwán | Climatología de Hsinchu, Taiwán | Climatología de Hsinchu, Taiwán | Climatología de Hsinchu, Taiwán | Climatología de Hsinchu, Taiwán | Climatología de Hsinchu, Taiwán | Climatología de Hsinchu, Taiwán | Climatología de Hsinchu, Taiwán | Climatología de Hsinchu, Taiwán | Climatología de Hsinchu, Taiwán |
| Mes                                  | Ene                             | Feb                             | Mar                             | Abr                             | May                             | Jun                             | Jul                             | Ago                             | Sep                             | Oct                             | Nov                             | Dic                             | Year                            |
| ------------------------------------ | ------------------------------- | ------------------------------- | ------------------------------- | ------------------------------- | ------------------------------- | ------------------------------- | ------------------------------- | ------------------------------- | ------------------------------- | ------------------------------- | ------------------------------- | ------------------------------- | ------------------------------- |
| Máxima récord °C (°F)                | 30.3 (86.5)                     | 30.5 (86.9)                     | 33.8 (92.8)                     | 34.1 (93.4)                     | 35.1 (95.2)                     | 37.4 (99.3)                     | 38.0 (100.4)                    | 39.4 (102.9)                    | 38.2 (100.8)                    | 37.9 (100.2)                    | 33.6 <(92.5)                    | 31.1 (88.0)                     | 39.4 (102.9)                    |
| Máxima promedio °C (°F)              | 18.9 (66.0)                     | 19.4 (66.9)                     | 21.4 (70.5)                     | 25.2 (77.4)                     | 28.6 (83.5)                     | 31.0 (87.8)                     | 32.9 (91.2)                     | 32.6 (90.7)                     | 31.0 (87.8)                     | 27.8 (82.0)                     | 24.9 (76.8)                     | 21.2 (70.2)                     | 26.2 (79.2)                     |
| Media diaria °C (°F)                 | 15.5 (59.9)                     | 15.9 (60.6)                     | 17.9 (64.2)                     | 21.7 (71.1)                     | 24.9 (76.8)                     | 27.4 (81.3)                     | 29.0 (84.2)                     | 28.7 (83.7)                     | 27.1 (80.8)                     | 24.2 (75.6)                     | 21.2 (70.2)                     | 17.7 (63.9)                     | 22.6 (72.7)                     |
| Mínima promedio °C (°F)              | 12.9 (55.2)                     | 13.4 (56.1)                     | 15.2 (59.4)                     | 18.8 (65.8)                     | 21.8 (71.2)                     | 24.4 (75.9)                     | 25.7 (78.3)                     | 25.6 (78.1)                     | 24.1 (75.4)                     | 21.6 (70.9)                     | 18.5 (65.3)                     | 15.0 (59.0)                     | 19.8 (67.6)                     |
| Récord mínima °C (°F)                | −0.1 (31.8)                     | 3.5 (38.3)                      | 3.4 (38.1)                      | 4.9 (40.8)                      | 11.7 (53.1)                     | 14.7 (58.5)                     | 20.2 (68.4)                     | 18.9 (66.0)                     | 14.7 (58.5)                     | 9.5 (49.1)                      | 6.6 (43.9)                      | 4.0 (39.2)                      | −0.1 (31.8)                     |
| Precipitación promedio mm (pulgadas) | 64.5 (2.54)                     | 142.1 (5.59)                    | 168.1 (6.62)                    | 164.1 (6.46)                    | 232.8 (9.17)                    | 261.1 (10.28)                   | 141.0 (5.55)                    | 182.4 (7.18)                    | 214.2 (8.43)                    | 62.0 (2.44)                     | 38.1 (1.50)                     | 47.7 (1.88)                     | 1,718.1 (67.64)                 |
| Días de precipitación primedo        | 9.6                             | 11.6                            | 13.7                            | 12.9                            | 11.3                            | 10.8                            | 8.3                             | 10.5                            | 8.8                             | 5.3                             | 5.8                             | 6.9                             | 115.5                           |
| Humedad relativa promedio (%)        | 78.1                            | 80.4                            | 80.2                            | 79.6                            | 78.0                            | 77.6                            | 75.5                            | 76.5                            | 75.1                            | 74.3                            | 75.1                            | 75.5                            | 77.2                            |
| Horas de sol mensuales               | 105.3                           | 92.5                            | 97.4                            | 105.2                           | 149.5                           | 177.0                           | 236.6                           | 210.2                           | 196.0                           | 191.1                           | 151.9                           | 138.1                           | 1,850.8                         |
| Fuente:                              |                                 |                                 |                                 |                                 |                                 |                                 |                                 |                                 |                                 |                                 |                                 |                                 |                                 |

## Gobierno

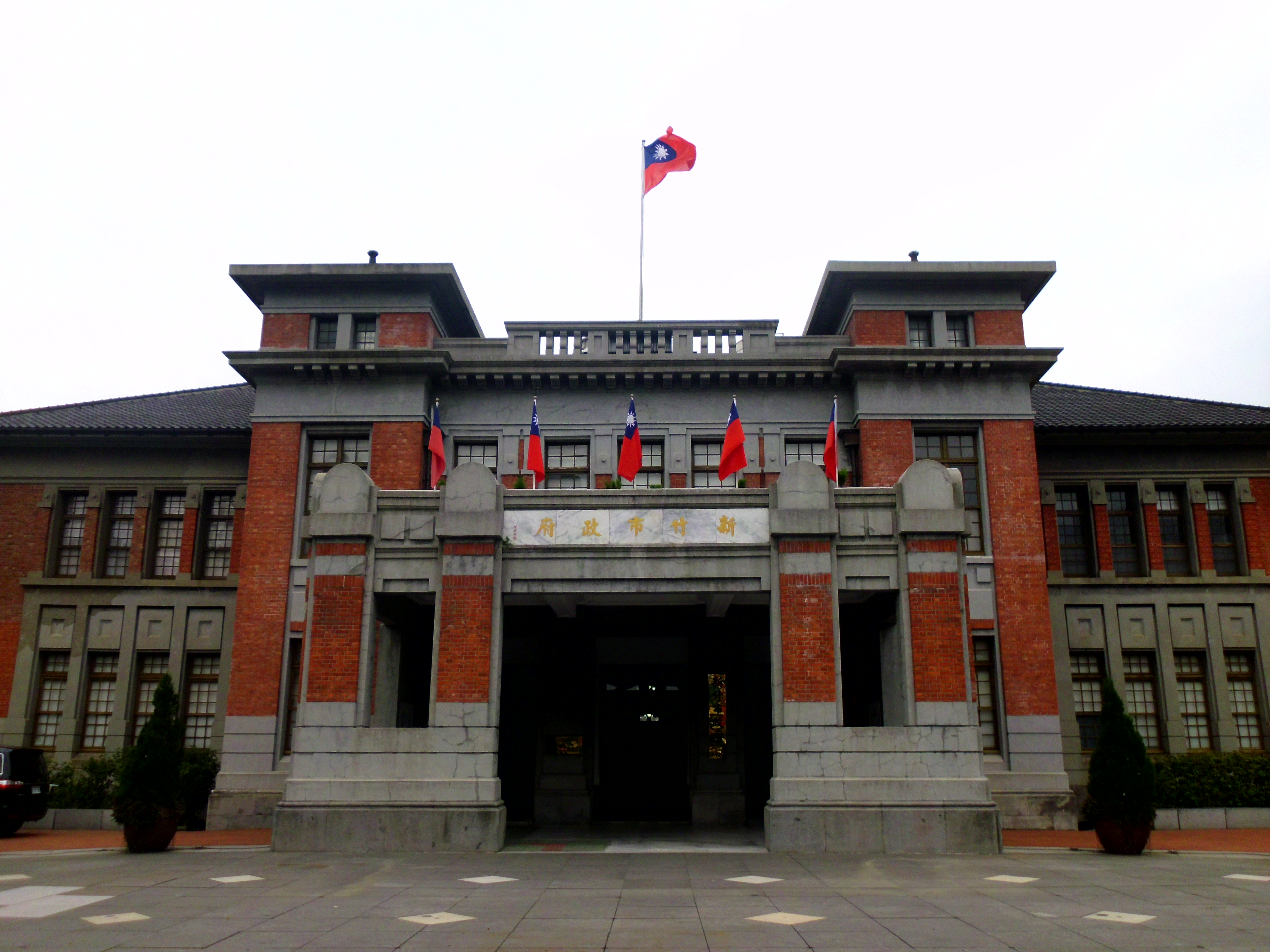
Gobierno de ciudad.

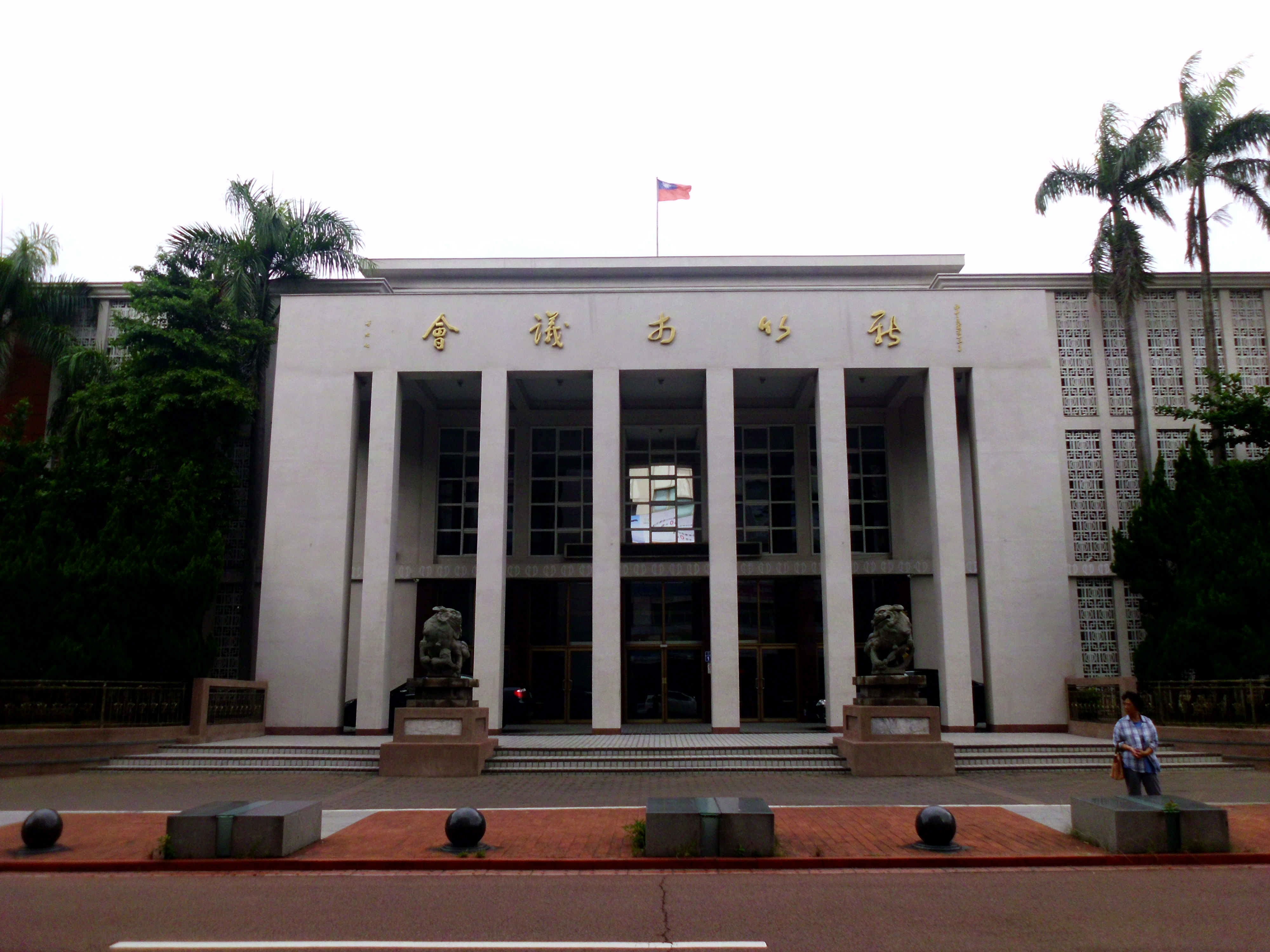
Ayuntamiento.

La ciudad de Hsinchu se administra como una ciudad provincial. El distrito del Norte es la sede de la ciudad de Hsinchu, que alberga el gobierno de la ciudad de Hsinchu y el ayuntamiento de Hsinchu. El alcalde titular de la ciudad de Hsinchu es Lin Chih-chien del Partido Demócrata Progresista.

### Divisiones administrativas
Hsinchu tiene 3 distritos (區):
| Mapa | Nombre    | Nombre | Chino     | Hokkien   | Hakka   | Población (2016) | Área (km²) |
| ---- | --------- | ------ | --------- | --------- | ------- | ---------------- | ---------- |
|      |           | Este   | 東區      | Tang      | Tûng    | 208,122          | 33.5768    |
|      | Norte     | 北區   | Pak       | Pet       | 149,300 | 15.7267          |            |
|      | Xiangshan | 香山區 | Hiong-san | Hiông-sân | 76,836  | 54.8491          |            |

Los colores indican el estado del lenguaje común de Hakka dentro de cada división.

### Política
La ciudad de Hsinchu votó a un legislador del Partido Demócrata Progresista para estar en el Yuan Legislativo durante las elecciones generales de 2016 en Taiwán.

## Relaciones internacionales

### Ciudades hermanas — gemelas
Hsinchu está hermanada con:
| Ciudad           | Región              | País           | Desde |
| ---------------- | ------------------- | -------------- | ----- |
| Beaverton        | Oregón              | Estados Unidos | 1988  |
| Cary             | Carolina del Norte  | Estados Unidos | 1993  |
| Cupertino        | California          | Estados Unidos | 1998  |
| Richland         | Washington          | Estados Unidos | 1988  |
| Plano            | Texas               | Estados Unidos | 2003  |
| Okayama          | Okayama             | Japón          | 2003  |
| Puerto Princesa  | Palawan             | Filipinas      | 2006  |
| Fairfield        | Nueva Gales del Sur | Australia      | 1994  |
| Ciudad de Chiayi | Provincia de Taiwán | Taiwán         | 2002  |
| Airai            | Airai               | Palaos         | 2011  |